# Fiodor Alexeïev
Fiodor Alexeïev (en russe : Алексеев, Фёдор Яковлевич), né entre 1753 et 1755 à Saint-Pétersbourg, mort le 11 novembre 1824 (23 novembre dans le calendrier grégorien) à Saint-Pétersbourg, est un peintre russe paysagiste, un des initiateurs de la peinture russe du paysage urbain. Ses contemporains l'appelaient le Canaletto russe . C'est un grand maître russe du védutisme.

## Biographie
Il est fils d'un garde de l'académie des sciences. En 1764, à la demande de son père il est accepté à l'Académie russe des beaux-arts, avant d'étudier à l'école militaire. En 1767, il est étudiant dans la classe de sculpture de Louis Rolland, puis dans celle peinture de Henri Fondermint et de Antonio Perezinotti (ru). Il obtient une médaille d'or qui lui permet d'obtenir une bourse pour étudier à l'étranger.
De 1773 à 1777, il devient peintre de théâtre à Venise, où il peint des paysages (« Quai Skiavone à Venise », 1775, Musée des beaux-arts de Minsk, Vue d'une cour avec jardin et loggia à Venise, 1776).
Quand il revient en Russie, il travaille à la décoration des théâtres impériaux (1779—1786). Il passe ses temps libres à copier des œuvres des maîtres italiens du paysage urbain (Canaletto, Bernardo Bellotto, Claude Joseph Vernet) à l'Ermitage. Ces copies lui apportent la célébrité et le succès grâce auxquels il peut abandonner la peinture de décors et se consacrer à ce qu'il préfère, le paysage.

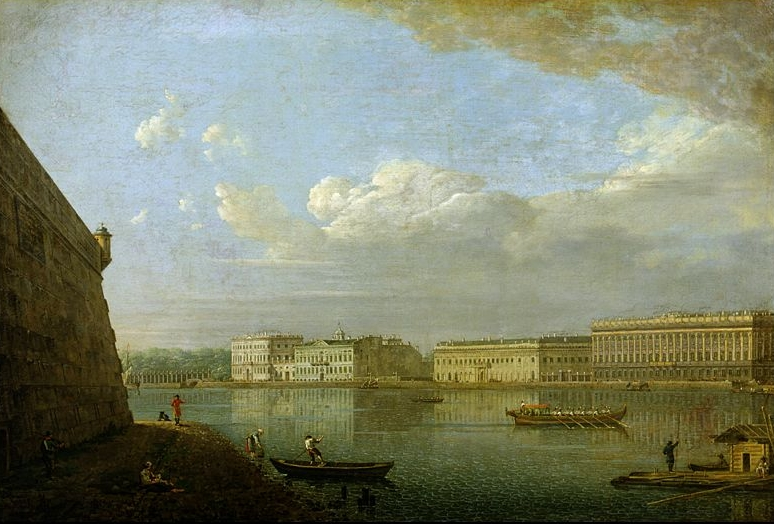
Vue des palais sur les quais depuis la forteresse Pierre-et-Paul à Saint-Pétersbourg 1794 Galerie Tretiakov

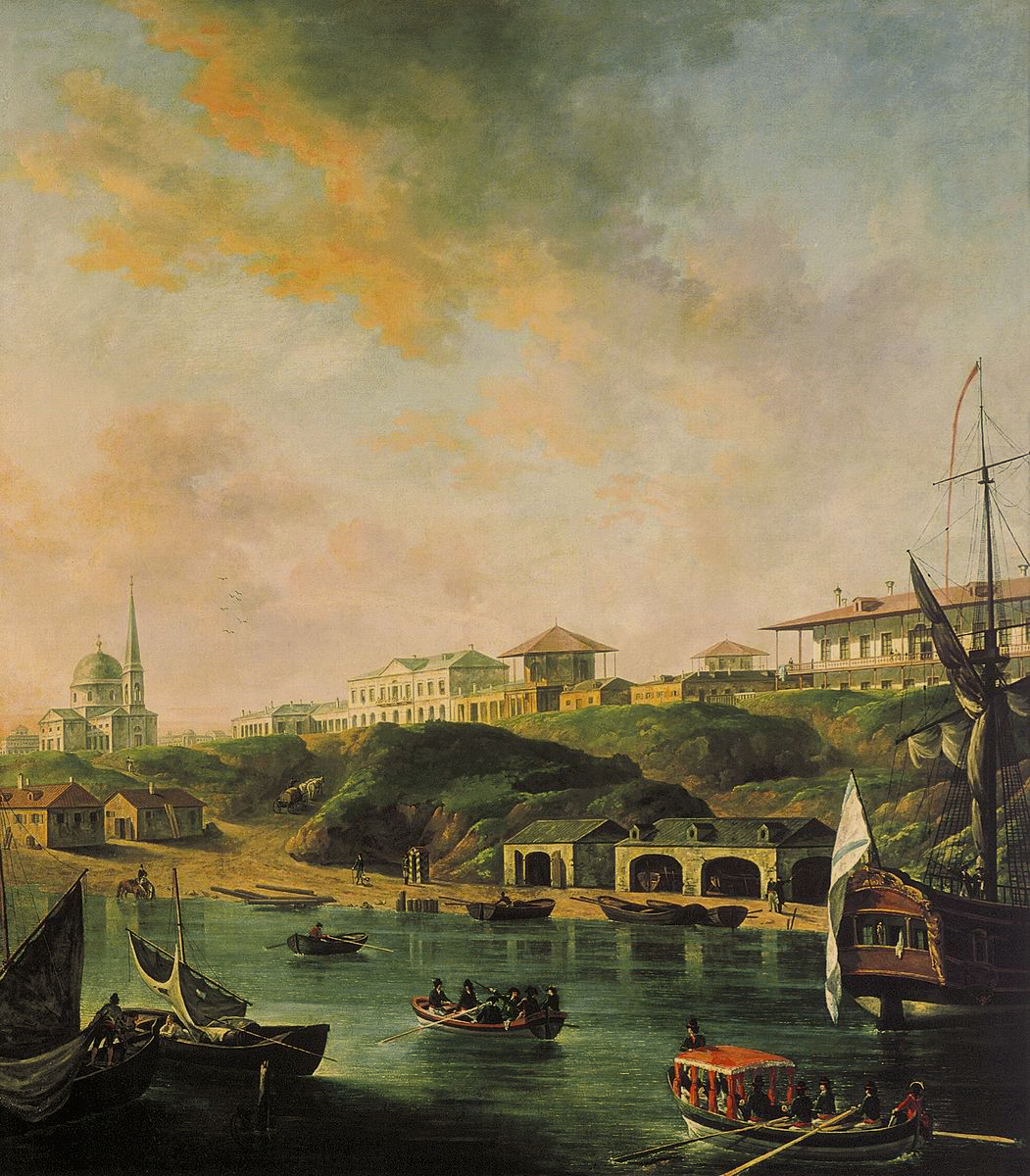
Vue de la ville de Mykolaïv

Son tableau Vue des palais sur les quais depuis la forteresse Pierre-et-Paul lui fait obtenir le titre d'académicien en 1794.
À partir de 1803 et jusqu'à la fin de sa vie, Alexeïev enseigne dans la classe de paysage de l'Académie russe des beaux-arts. Il a comme élève notamment Maxime Vorobiov, Feodossi Chtchedrine, Sylvestre Chtchedrine.
Pour prendre des vues le peintre voyage à Kherson, Mykolaïv, Bakhtchissaraï (1795), Poltava, Voronej, Orel, et y réalise des esquisses à l'aquarelle d'après nature, puis il réalise son tableau.
En 1800, Alexeïev se rend à Moscou et y travaille sur commande du tsar Paul Ier et réalise des vues de la capitale. Durant les années 1800-1802, il peint d'après nature les tableaux La place rouge et la cathédrale Basile-le-bienheureux (conservé au musée de l'institut de littérature russe, Saint-Pétersbourg) et Vue de l'hôpital militaire (ce dernier n'a pas été conservé) et encore une série d'aquarelles. Les œuvres les plus significatives sur Moscou sont conservées à la Galerie Tretiakov (Place Rouge à Moscou, 1801 ; Vue de la cathédrale de la Résurrection, de la porte Nicolas et du pont Neglinni depuis la rue Tverskaïa à Moscou, 1811) et d'autres au Musée historique d'État de Moscou (Vue du Kremlin et de la porte Spasski, 1800) ; ou encore au Musée russe à Saint-Pétersbourg (Vue du Kremlin de Moscou du côté du pont de pierre, 1815, première variante).
Dans les années 1810, il crée une série de paysages de Saint-Pétersbourg (Vue de la flèche de l'île Vassilievski depuis la forteresse Pierre-et-Paul, 1810 ; Vue du quai des Anglais, Musée russe).
Alexeïev est le premier maître russe du paysage urbain. Il réalise avec lyrisme et grande précision des vues de Saint-Pétersbourg, une ville au tracé sévère, mais aussi de beaux paysages urbains de Moscou, si pittoresques avec ses scènes pleines de vie.
Il meurt désargenté le 11 novembre 1824. Son dernier croquis représente une scène d'inondation à Saint-Pétersbourg près du théâtre Bolchoï Kamenny. Il est inhumé au cimetière orthodoxe de Smolensk, mais c'est une famille amie et riche qui prend à sa charge les frais des funérailles ainsi que l'académie des beaux-arts.   

## Œuvres

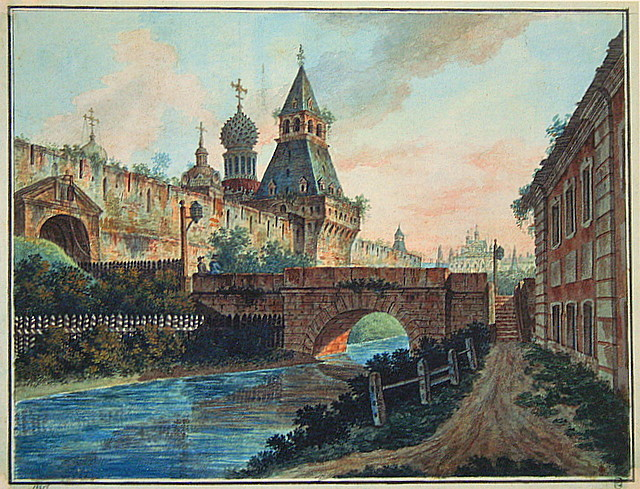
Pont Saint-Nicolas Kitai-Gorod (1800)
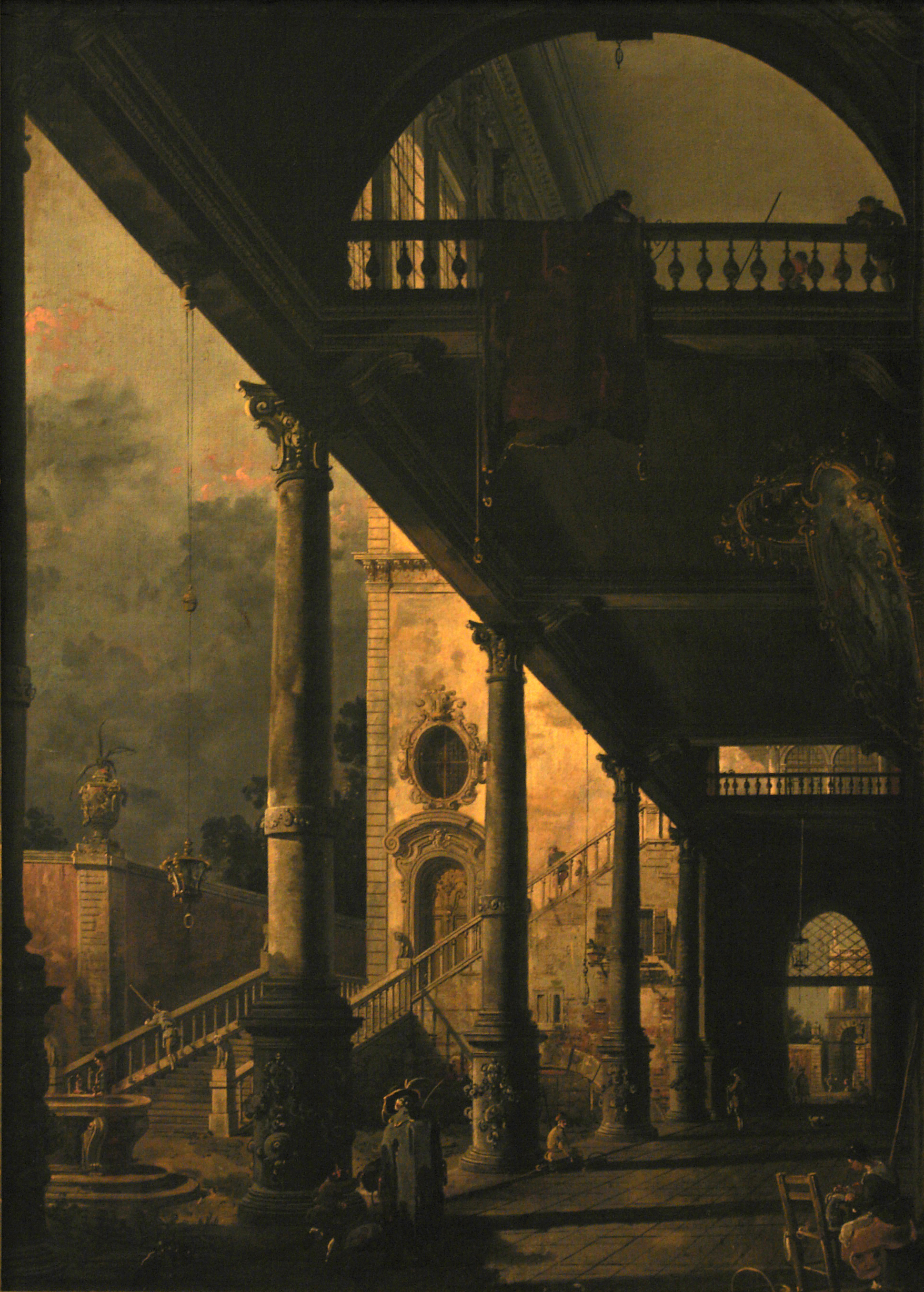
Vue d'une cour avec jardin, loggia à Venise
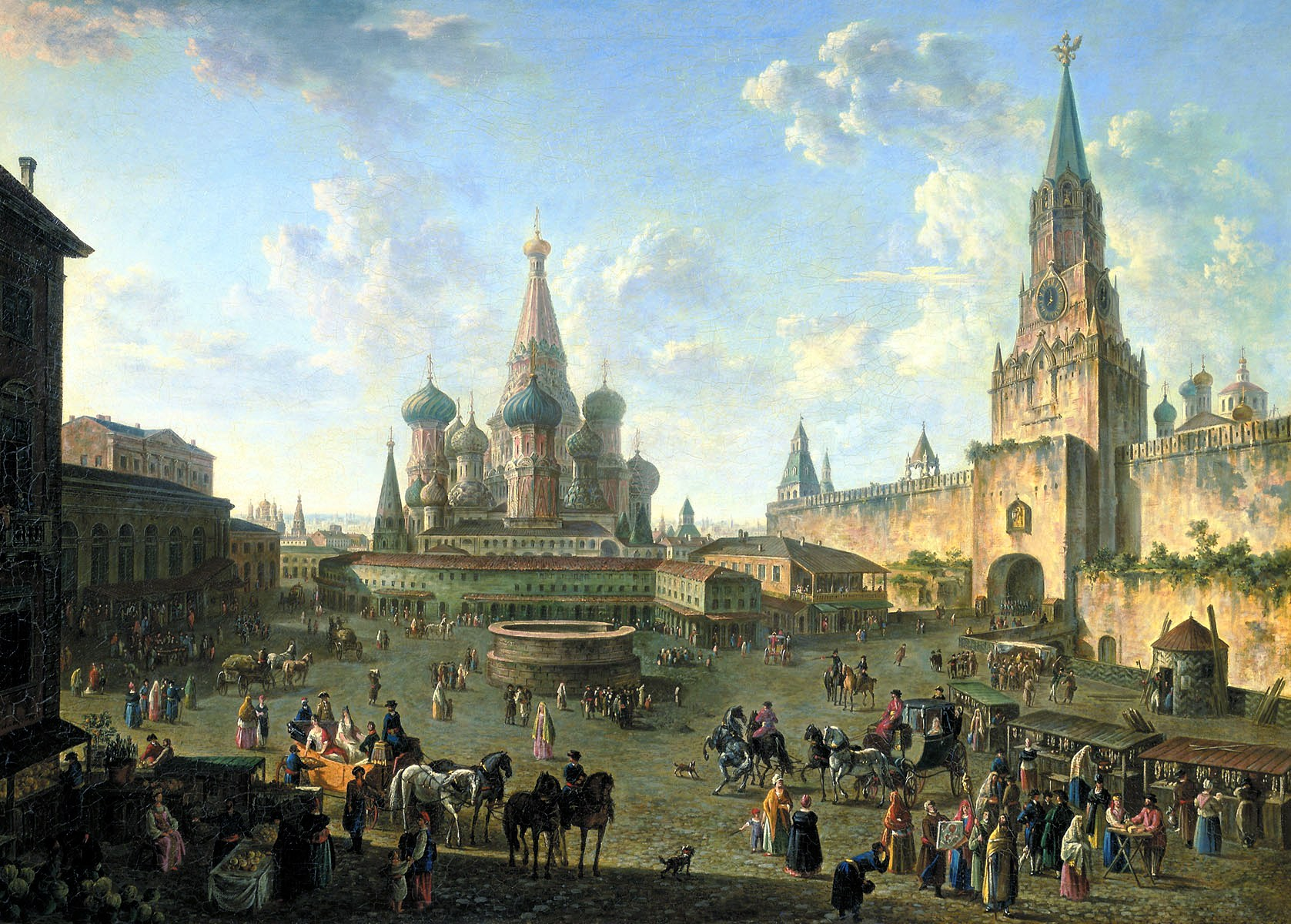
Place Rouge à Moscou (1801)
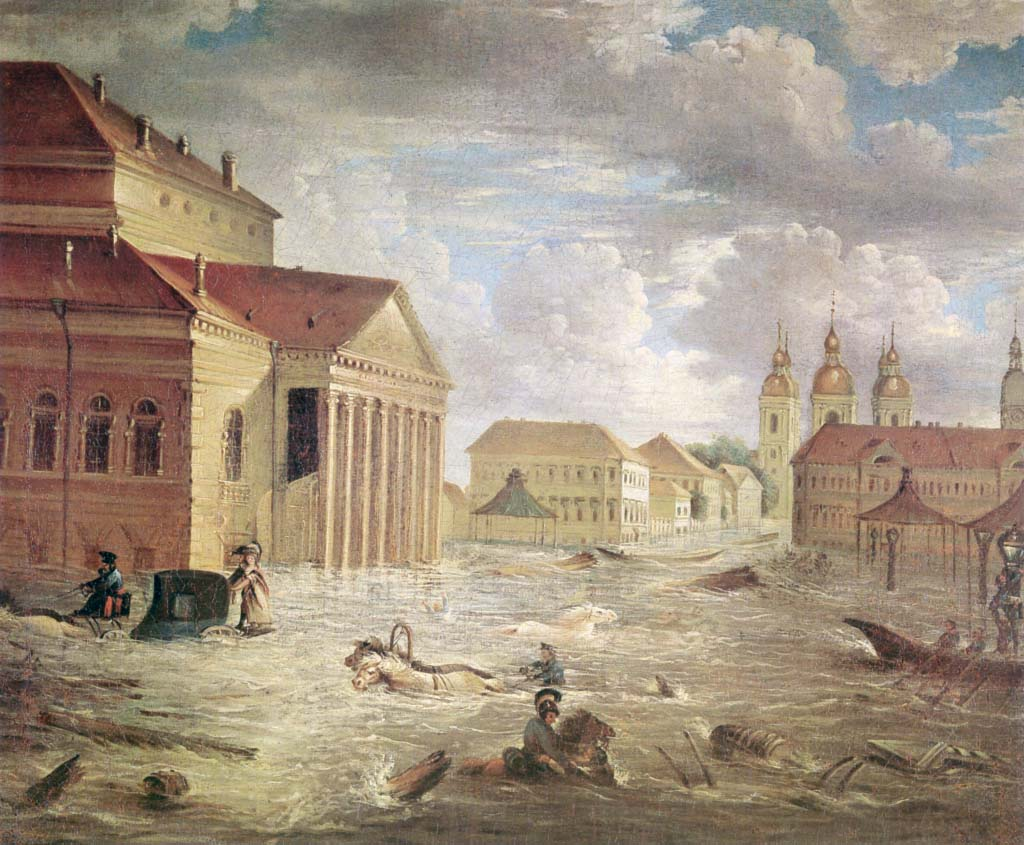
Inondation du 7 novembre 1824 au square du théâtre Bolchoï Kamenny à Saint-Pétersbourg (son dernier tableau)